# 巴黎 (印第安納州)
巴黎（英語：Paris）是位於美國印地安納州傑佛遜縣的一個非建制地區。該地的面積和人口皆未知。